# ブルー・ドーヴェルニュ
ブルー・ドーヴェルニュ（フランス語: Bleu d’Auvergne）は、フランスのオーヴェルニュ地方で生産される、牛乳を原料としたブルーチーズ。日本語ではブルー・ド・オーヴェルニュなどとも表記される。

## 起源
ブルー・ドーヴェルニュの製法は19世紀にアントワン・ルーセルによって確立されたとされる。
起源については他に「ロックフォールをヒント」としたとも、すでに18世紀後半には「とある農夫」が製法を発見していたとも言われている。

## 原料・製法
ブルー・ドーヴェルニュは牛乳を原料としてつくられるが、乳牛の品種はかつては地元産の牛を使用していた。しかし1975年にAOC認定された際には牛の品種は問われなかった。また、殺菌乳を使うことにより、万人受けする食べやすいブルーチーズという評価を受けるようになった。
牛乳に酵素を加えカードとした後にアオカビをまぜ、さらに塩も加える。この後は熱や圧迫を加えず、串でさすことにより通気を確保して熟成させる。熟成期間は大きいもので4週間以上で、小さいものなら2週間以上である。

## 特徴
表皮を含め、全体にアオカビが広がっており、内側はしっとりしているもののぼろぼろと崩れやすい。一般にアオカビの多いブルーチーズは味が強く個性が強いとされるが、ブルー・ドーヴェルニュはいわゆる「食べにくい」といった食味ではなく、一緒にとる他の食事や酒の味を引き立てるという評価をなされ、また値段も手ごろとされている。
相性がよいとされるのはタンニンの効いた味わいのつよい赤ワインや逆に甘口のジュランソンといったワインであり、またドレッシングに使用したりパスタに合わせるのもよいとされる。クラッカーにのせて食すだけでもよい。